# 蓋蓋爾施泰因山
47°42′28.27″N 12°20′4.10″E / 47.7078528°N 12.3344722°E

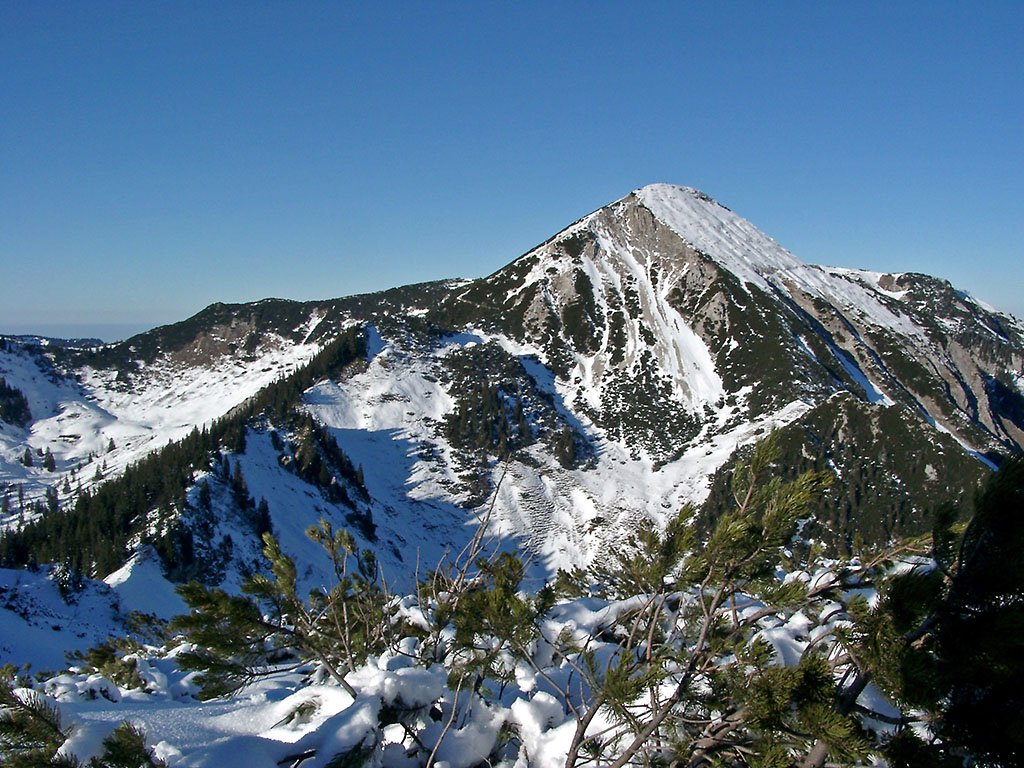

蓋蓋爾施泰因山（德語：Geigelstein），是德國的山峰，位於該國南部，由巴伐利亞負責管轄，屬於基姆高山脈的一部分，海拔高度1,808米，每年平均降雨量1,847毫米。